# Premio Letterario Chianti
Il Premio Letterario Chianti nasce nel 1987 su iniziativa dello scrittore Paolo Codazzi in collaborazione con il Comune di Greve in Chianti (con l'allora Sindaco Alberto Bencistà e con Fabio Baldi, Vicesindaco e Assessore alla Cultura) e della rivista culturale Stazione di Posta.
Il vincitore viene decretato annualmente dall'insieme dei voti di una giuria tecnica e una popolare composta da circa 350 giurati.
Inserita dal Ministero per i Beni e le Attività Culturali tra le manifestazioni di Rilievo Nazionale in ambito al Progetto ‘Italia Pianeta Libri’, attribuisce al vincitore un premio in denaro di 2000 euro e a tutti gli altri finalisti di 1000, oltre ad una riproduzione bronzea del dipinto 'Allegoria del Chianti' di Giorgio Vasari.

## Vincitori e finalisti
1987: Elia Malagò: Pita Pitela (Forum)
- Mariella Bettarini Anna Carrara Carlo Ferrucci Roberto Gagno Mario Grasso Giuseppe Rosato Giovanni Ruggiero Raffaella Spera

1988: Achille Serrao: Cammeo (Quaderni di Messapo) 
- Furio Allori Angelo Australi Piero Cao Lucio Zinna

1989: Anna Ventura: La diligenza dei santi (Bastogi)
- Mariella Bettarini Dino Carlesi Rosa Maria Fusco Marcello Marciani

1990: Milena Milani: Storie veneziane (Sette editore)
- Nerino Rossi, Luciano Erba

1991: Antonio Facchin: Ancella (Amadeus) ex aequo Valerio Vallini: Viaggio obbligato (Quaderni di Barbablù)
- Matilde Jonas Michele Miniello Giovanna Vizzari

1992: Giorgio Santarelli: La casa rossa (Forum)
- Elio Bartolini Rodolfo Doni Luigi Fontanella Stefano Ventisette

1993: Giovanni Mariotti: Matilde (Anabasi)
- Giuliano Scabia Donatella Contini Luisa Adorno Marisa Volpi

1994: Piero Meldini: L'avvocata delle vergini (Adelphi)
- Silvana La Spina Luca Desiato Athos Bigongiali Giorgio Pressburger

1995: Laura Pariani: Il pettine (Sellerio)
- Edoardo Nesi Andrea Camilleri Nino Filastò Alessandro Tamburini

1996: Ugo Riccarelli: Le scarpe appese al cuore (Feltrinelli)
- Giovanni Ferrara Giuseppe O. Longo Michele Perriera Clara Sereni

1997: Andrea Camilleri: Il cane di terracotta (Sellerio)
- Athos Bigongiali Alessandro Golinelli Piero Malvolti Camilla Salvago Raggi

1998: Enzo Lauretta: L'amore truccato (Costa & Nolan)
- Giampaolo Rugarli Cesare De Marchi Maurizio Bettini Tullio Pinelli

1999: Maurizio Maggiani: La regina disadorna (Feltrinelli)
- Angiolo Bandinelli Luciano Berti Giovanna Guerci Favini Fabrizia Ramondino

2000: Helga Schneider: Il piccolo Hadolf non aveva le ciglia (Rizzoli)
- Valerio Aiolli Marosia Castaldi Guido Conti Laura Mancinelli

2001: Pietro Spirito: Le indemoniate di Verzegnis (Guanda)
- Furio Colombo Alberto Ongaro
  - Opera prima: Paola Mastrocola: La gallina volante (Guanda)

2002-2003: Daniela Lorenzoni: La natura dell'ambiguità (Diabasis) 
- Maria Habermann Marlisa Trombetta Arnaldo Colasanti Lisa Ginzburg Corrado Ruggiero

2003-2004: Danilo Sacchi: Fossoli: transito per Auschwitz (Giuntina)
- Diego De Silva Cristina Comencini Marisa Cioni

2004-2005: Paolo Di Stefano: Tutti contenti (Feltrinelli)
- Toni Maraini, Giandomenico Mazzocato Giovanni Occhipinti Francesca Duranti

2005-2006: Alessandro Perissinotto: Al mio giudice (Rizzoli)
- Cristina Acidini, Carla Cerati Shulim Vogelmann Bijan Zarmandili

2006-2007: Roselina Salemi: Il nome di Marina (Rizzoli)
- Sergio Bianchi Silvia Di Natale Gianfranco A. Bianchi Amineh Pakravan

2007-2008: Tea Ranno: Cenere (Edizioni e/o)
- Alessandra Farkas Simona Baldanzi Federica Bosco Marco Archetti

2008-2009: Stefano Bernazzani: L'inverno che non dimenticheremo (Mobydick)
- Paolo Albani Simonetta Agnello Hornby Marco Malvaldi Michele Mari

2009-2010: Alessandro Bertante: Al diavul (Marsilio)
- Roberto Pazzi Antonio Della Rocca Maria Rosa Cutrufelli Rodolfo Doni

2010-2011: Ada Zapperi Zucker: Il silenzio (Alpha & Beta)
- Bert d'Arragon Brunella Schisa Francesco Recami Luigi Fontanella

2011-2012: Barbara Garlaschelli: Non ti voglio vicino (Frassinelli)
- Andrea Molesini Benedetta Cibrario Cosimo Calamini Paolo De Luca

2012-2013: Giorgio Fontana: Per legge superiore (Sellerio)
- Antonio Ferrero Fabrizio Ottaviani Francesca Petrizzo Carlo Cannella

2013-2014: Fabio Stassi: L'ultimo ballo di Charlot (Sellerio)
- Ilaria Bernardini Alberto Prunetti Franca Rizzi Martini Gaetano Cappelli

2014-2015: Franco Limardi: Il bacio del brigante (Mondadori)
- Dacia Maraini Maria Attanasio Nicola Pugliese Paolo Di Paolo

2015-2016: Giuseppe Catozzella: Non dirmi che hai paura (Feltrinelli)
- Paolo Marati Antonella Cilento Maria Roccasalva Renzo Paris

2016-2017: Simona Lo Iacono: Le Streghe di Lenzavacche (Edizioni e/o)
- Giulio Perrone Marco Missiroli Yigal Leykin Gianluca Barbera Patrizio Fiore Marino Magliani

2017-2018: Giampaolo Simi: La ragazza sbagliata (Sellerio)
- Raul Montanari Emiliano Gucci Alberto Rollo Matteo Melchiorre Silvia Bencivelli

2018-2019: Rosella Postorino: Le assaggiatrici (Feltrinelli)
- Carlo Carabba Massimo Maugeri Lia Levi Valentina Farinaccio

2020-2021: Mariapia De Conto: Il silenzio di Veronika (Santi Quaranta) ex aequo Enrico Ianniello: La compagnia delle illusioni (Feltrinelli)
- Valerio Aiolli Andrea Molesini Gesuino Némus

2021-2022: Lisa Ginzburg: Cara pace (Ponte alle Grazie) ex aequo Marco Vichi: Un caso maledetto (Guanda)
- Paolo Ciampi Lorenzo Marone Romana Petri

2022-2023: Giorgio Scianna: Le api non vedono il rosso (Einaudi)
- Marino Magliani Stefania Nardini Giulio Perrone

2024-2025: Roberta Lepri: Dna Chef (Voland)
- Leonardo Gori Giacomo Sartori
  - Menzione speciale a Gigi Paoli: La voce del buio (Giunti)

2025-2026: Nicoletta Verna: I giorni di Vetro (Einaudi)
- Giulia Baldelli Tommaso Giartosio Gigi Paoli